# Nitrogenoxider
Kvælstofilter, ofte forkortet til NOx, er en fællesbetegnelse for de seks forskellige gasarter der er dannet af forbindelser mellem kvælstof og ilt

## Miljøforhold
Kvælstofilter dannes som et biprodukt ved forbrændingsprocesser, fordi luften består af nær 80% kvælstof og 20% ilt. De fungerer som drivhusgasser, så i Kyotoprotokollen, som blev tiltrådt i 1997 af 54 lande, kræves der vidtgående, verdensomspændende reduktioner i udledningen af drivhusgasser, herunder også kvælstofilter.

## Sundhed og sygdom
Tilstedeværelsen af kvælstofilter i indåndingsluften kan udløse anfald og/eller forværre tilstanden hos mennesker der lider af astma. Desuden reagerer disse forbindelser med luftens ilt og danner ozon, som også irriterer luftvejene.